# Meilenstein (Kuhndorf)

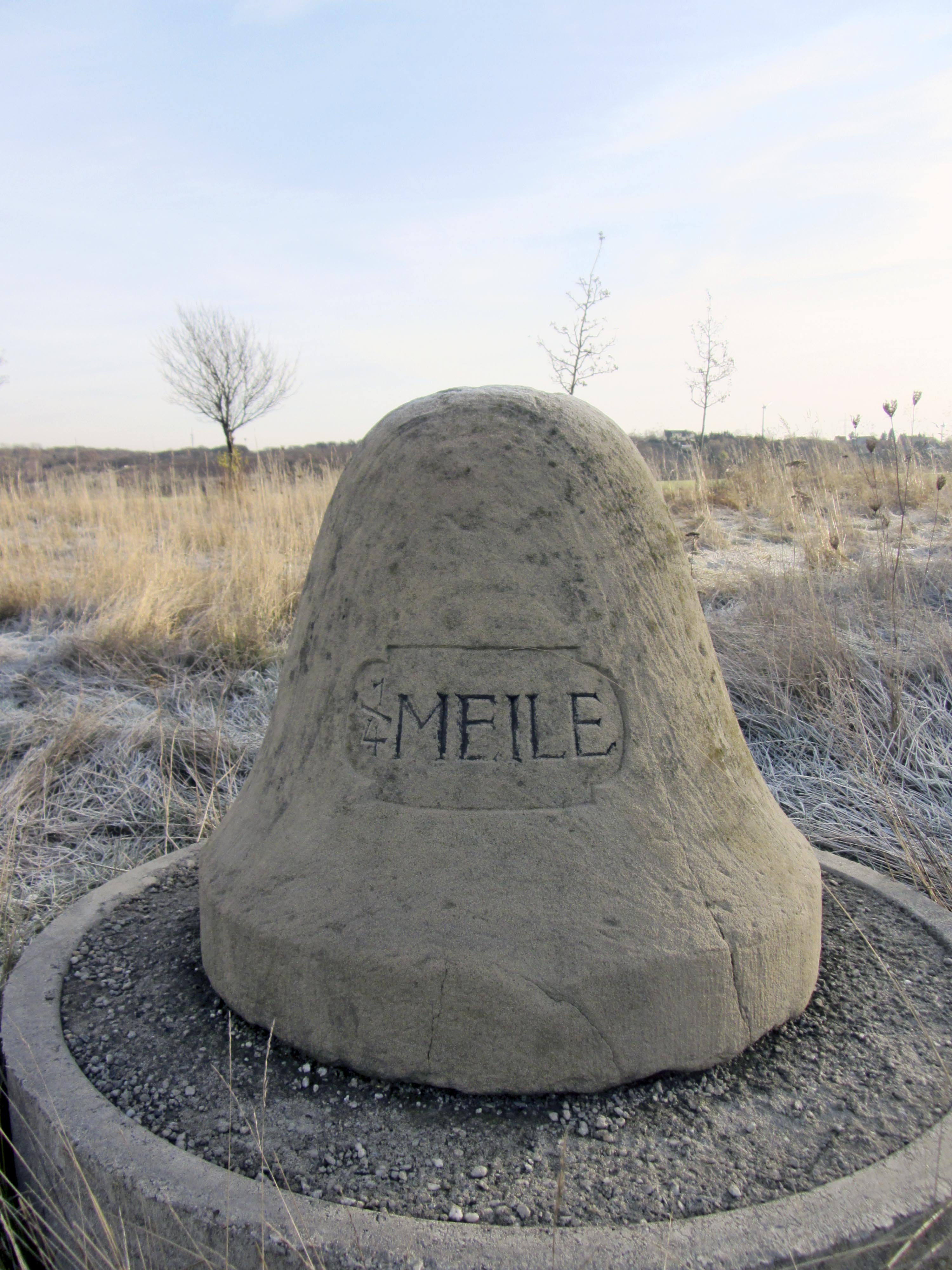
Preußischer Viertelmeilenstein bei Kuhndorf

Der Meilenstein von Kuhndorf ist ein denkmalgeschützter Meilenstein auf dem Gebiet des Ortsteiles Kuhndorf der Gemeinde Gutenborn in Sachsen-Anhalt. Im örtlichen Denkmalverzeichnis ist der Meilenstein unter der Erfassungsnummer 094 66221 als Kleindenkmal verzeichnet.
Bei dem Meilenstein von Kuhndorf handelt es sich um einen preußischen Viertelmeilenstein aus dem frühen 19. Jahrhundert in Form einer kleinen Glocke. Er steht an der alten Bundesstraße 2, Vorläufer der Straße war die in den 1930er Jahren gebaute Reichsstraße 2, vor dem Beginn der Ausfädelung nach Zeitz an der östlichen Straßenseite. Er ist Teil der zwischen Zeitz und Heuckewalde bestehenden Reihung, wo er einer von drei erhaltenen preußischen Meilensteinen (neben dem Ganzmeilenstein Schellbach und dem Halbmeilenstein Loitzschütz) ist. Der Meilenstein ist ein Zeugnis des systematischen Wege- und Distanzangabesystems der preußischen Verkehrsgeschichte und wurde 2017 unter Denkmalschutz gestellt.
Historisch gehört der Teilabschnitt zwischen Zeitz und Giebelroth zur Chaussee von Berlin über Halle (Saale) und Weißenfels nach Giebelroth, damals und heute an der Grenze zu Thüringen. Im Jahr 2009 wurde der Stein, der sich zwischen Zeitz, Kuhndorf, Golben und Bergisdorf befindet, restauriert. Zuvor war er in den 1990er Jahren bei Straßenbauarbeiten auf einem Schutthügel abgestellt worden, dann schräg einem Baum lehnend eingesunken. Im Zuge des Baues der Ortsumgehung von Zeitz wurde er um 50 Meter nach Norden versetzt, blieb aber an der östlichen Straßenseite.